# Lee McConnell
Lee McConnell, född 9 oktober 1978, är en brittisk friidrottare (häck och kortdistans).
McConnell började sin friidrottskarriär som höjdhoppare och klarade som bäst 1,88 innan hon bytte gren till 400 meter och 400 meter häck. McConnell blev tvåa på 400 meter vid samväldesspelen 2002 och trea vid EM 2002. Som häcklöpare blev hon trea vid samväldesspelen 2006. McConnell har även ingått i det brittiska stafettlag som vann brons vid VM i Helsingfors 2005.

## Personliga rekord
- 400 meter - 50,82
- 400 meter häck - 55,25